# Szewc (typografia)

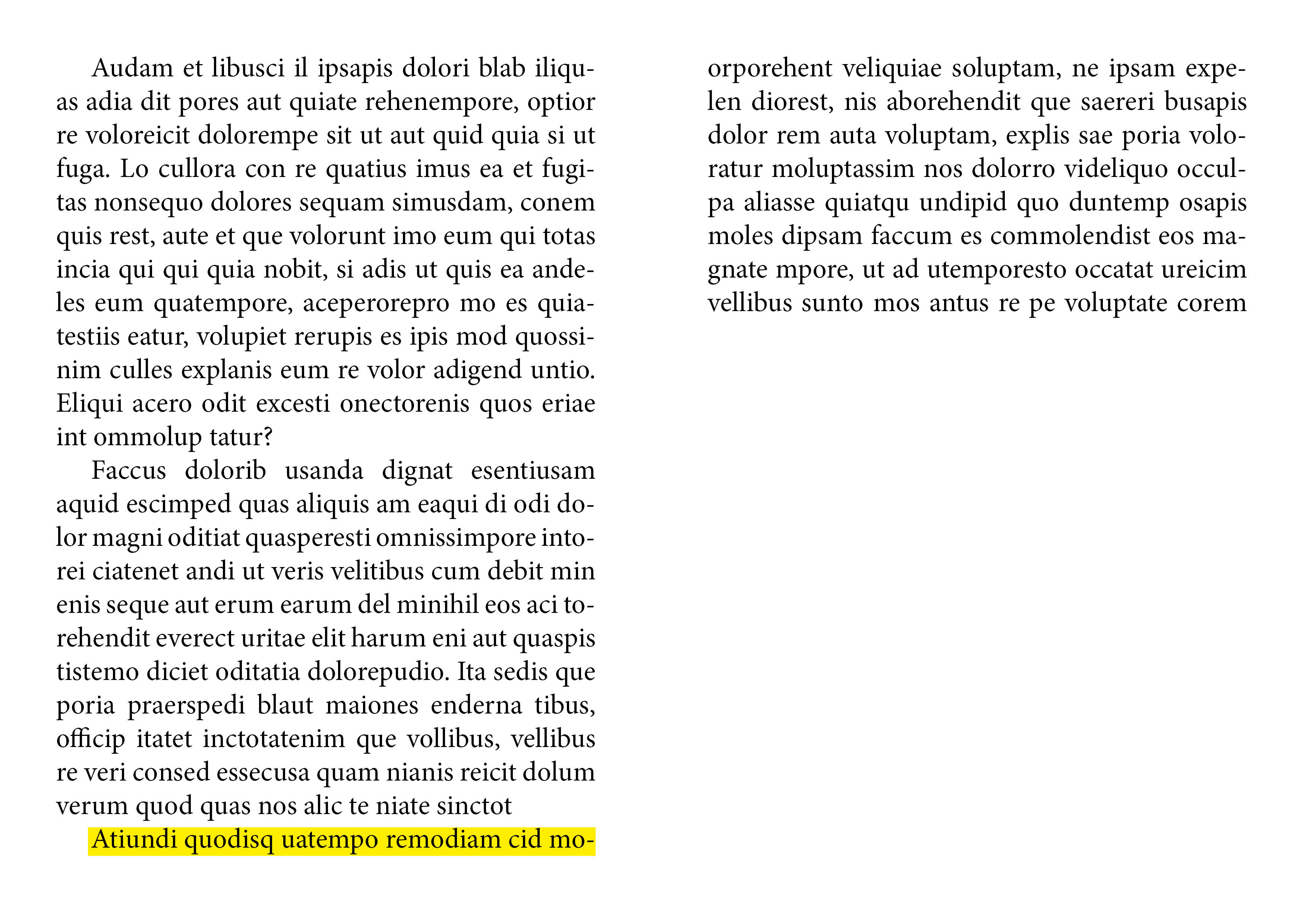
Przykład szewca

Szewc (ang. orphan) – błąd typograficzny polegający na pozostawieniu pierwszego (lub półtora, rzadziej dwóch) wiersza nowego akapitu u dołu łamu tekstu.
Szewce wpływają na estetykę łamu i całej strony – naruszają foremny, symetryczny układ tekstu na stronie, odstając swoim kształtem od pozostałych akapitów. Są tym bardziej widoczne, gdy nowy akapit składany jest z wcięciem (np. wydzielony dłuższy cytat). W celu zlikwidowania szewca zmienia się miejsca dzielenia wyrazów lub parametry trackingu w poprzedzającym go akapicie, tak by wydłużyć go o dodatkowy wiersz (uważając przy tym na powstanie wdowy). W przypadku powieści z licznymi jednowierszowymi dialogami usunięcie szewców bywa niemożliwe.